# Li Yueming
Li Yueming, född 24 januari 1968 i Shanghai, är en kinesisk före detta volleybollspelare. Hon blev olympisk bronsmedaljör i volleyboll vid sommarspelen 1988 i Seoul.